# 全国一般労働組合全国協議会東京東部労働組合
全国一般労働組合全国協議会東京東部労働組合（ぜんこくいっぱんろうどうくみあいぜんこくきょうぎかいとうきょうとうぶろうどうくみあい、略称：全国一般東京東部労組（ぜんこくいっぱんとうきょうとうぶろうそ）、英語: National Union of General Workers Tokyo Tobu）は日本の合同労働組合である。単に東部労組と呼ばれることもある。

## 概要
東京東部を中心として、東京全域を組織対象とする合同労働組合である。また、後述のジャパンユニオン支部には、日本のどこからでも加入することができる。組合員数は約850人。上部団体は全国労働組合連絡協議会（全労協）および全国一般労働組合全国協議会（全国一般全国協）に加盟する。1988年には東京東部地域の他の労働組合とともに労働相談センターを立ち上げている。

## ジャパンユニオン支部
ジャパンユニオンは、労働相談センターが中心となり1999年に結成された合同労働組合である。日本全域を組織対象とする「インターネット労働組合」である。東部労組とは、かねてより協力関係にあったが、2013年に東部労組の支部「ジャパンユニオン支部」として加盟した。なお、組合員の権利義務関係に変更はなく、ジャパンユニオンの独立性は十分保障されるとされている。